# Bitva v zátoce Vigo
Bitva v zátoce Vigo (španělsky Batalla de Ría de Vigo nebo Batalla de Rande, anglicky Battle of Vigo Bay, francouzsky Bataille de la Baie de Vigo, nizozemsky Slag bij Vigo Baai) bylo námořní střetnutí mezi spojenými loďstvy Anglie a Nizozemska na jedné straně a Francie a Španělska na straně druhé, jež se odehrálo 23. října 1702, v úvodních letech války o dědictví španělské. Bitva následovala poté, co se v září spojené anglo-nizozemské loďstvo pokusilo dobýt španělský přístav Cádiz ve snaze zajistit si námořní základnu na Pyrenejském poloostrově, ze kterého by následně Angličané a Nizozemci řídili operace v západním Středomoří, zejména proti francouzské základně v Toulonu. Obojživelný útok na Cádiz skončil fiaskem, ale když admirál George Rooke počátkem října ustupoval zpět do Anglie, donesly se k němu zprávy, že španělské Stříbrné loďstvo, převážející z kolonií v Americe velké množství stříbra a dalších cenností, vplulo do zátoky Vigo ve španělské Galicii. Rooke okamžitě zavelel obrátit a španělské loďstvo napadnout.
Bitva skončila obrovským úspěchem Angličanů a Nizozemců: celé francouzské doprovodné loďstvo admirála Françoise Louise de Rousselet Châteaurenaulta, společně se španělskými galeonami a transportními loděmi Manuela de Velasca, bylo zničeno nebo zajato. Protože většina pokladů, které Španělé převáželi, byla ještě před konečnou porážkou hozena přes palubu, Angličané se jich nezmocnili. Vítězství i přesto značně posílilo morálku vítězů, ale také napomohlo přimět portugalského krále Petra II. zrušit své předchozí smlouvy s Francií a připojit se k Velké alianci.

## Historické pozadí
Nástupnictví Filipa V. z bourbonské dynastie na španělský trůn roku 1700 se ve Španělsku setkalo jen s malou opozicí a to především mezi Katalánci, kteří byli vůči předchozí vládě Habsburků tradičně loajální. V amerických koloniích se však španělští úředníci i kolonisté proti francouzským snahám ovládnout španělský obchod postavili na odpor. Angličtí a nizozemští obchodníci – ačkoliv oficiálně ilegálně – byli Španěly přijati, ale v Karibiku byli francouzští admirálové, kteří přišli „chránit“ španělské stříbro na cestě do Evropy, přijati se silnou nedůvěrou. První francouzská eskadra, pod velením markýze de Coëtlogon do španělských karibských držav doplula v dubnu 1701, ale španělští guvernéři Francouzům dokonce nepovolili ani nakoupit zásoby potravin a eskadra se tak vrátila do Evropy s prázdnýma rukama. Nicméně španělské námořnictvo bylo velmi slabé a tato skutečnost španělské vládě nedávala velké možnosti vzdorovat francouzským válečným lodím při plnění doprovodné povinnosti. Proto se Španělé snažili, aby každá zásilka mincovního stříbra z kolonií přistála ve Španělsku, protože z Francie se již nikdy nemuselo vrátit.
Námořní tažení roku 1702 se proto odehrávalo na dvou rozdílných scénách: v Americe a Španělsku. Boje v Americe, zejména anglický admirál John Benbow a bitva u Santa Marty v srpnu 1702, se natolik proslavili, že na dlouhou dobu našli odezvu v anglické kulturní tradici. Nicméně hlavní zájem anglického královského loďstva neležel ve španělských koloniích v Americe, ale v samotném Španělsku. Za krále Viléma III. se námořní mocnosti – Anglie a Nizozemsko – usnesly na společné středomořské strategii a společných operacích loďstev; tato aliance s Nizozemskem pokračovala i po Vilémově smrti v březnu 1702. Cílem tohoto spojenectví bylo přimět Portugalsko k připojení k Velké Alianci, čímž by se pro Anglii otevřel Gibraltarský průliv a Anglie by tak mohla zajistit svou velmocenskou pozici ve Středomoří. Rakousko, další člen Velké aliance, si rovněž udržovalo svou námořní přítomnost ve Středozemním moři, která sledovala prvořadý rakouský cíl – dobytí španělských držav v Itálii. K dosažení svých cílů muselo anglo-nizozemské loďstvo získat přístav na Pyrenejském poloostrově, který by sloužil jako základna pro další operace. Spojenci se tak rozhodli vyslat expedici, jejíž velení bylo svěřeno anglickému admirálovi Georgeovi Rookeovi, jejímž cílem bylo dobytí jihošpanělského přístavního města Cádiz, což by mimo jiné odřízlo španělský transatlantický obchodu.

## Předehra

### Španělská „Stříbrná flotila“

Španělské državy na americké pevnině a Karibiku

Dne 11. června 1702 vyplula z přístavu Veracruz v Novém Španělsku nejprve do Havany na Kubě a poté do Španělska flota, nazývaná Stříbrná, pod velením dona Manuela de Valesco, jednoho z nejschopnějších španělských admirálů. „Stříbrnou flotilu“ tvořilo dvacet dva fregat a galeon mezi nimi např. Capitana de Barlovento, San Diego, San Juan, Santísima Trinidad, Tojo, Sacra Familia, či San Cristo de Buen Viaje, zatímco Manuel de Valesco velel z lodi Jesus-María-José. Jelikož na bohatství měl zájem i francouzský král Ludvík XIV., nechal „Stříbrnou flotilu“ doprovázet loďstvem dvaadvaceti válečných lodí pod velením Françoise Louise de Rousselet Châteaurenaulta na fregatě Le Fort, jež celkem neslo 283 děl. Celý konvoj vyrazil z Havany 7. července, 17 dní před střetem v zátoce Vigo ve Španělsku a čítal celkem 56 lodí; kromě válečných byl přítomen také velký počet lodí obchodních, které se ke konci plavby oddělily a dopluly do Francie právě včas, aby byly útoku Angličanů a Nizozemců ušetřeny.
Když admirál Châteaurenault roku 1701 vyrazil z Evropy do Karibiku, válka mezi Francií a námořními mocnostmi ještě nebyla oficiálně vyhlášena, přesto už konvoj přijímal zprávy o propuknutí nepřátelství a Rookově blokádě Cádizu, obvyklého cíle španělských „Stříbrných flotil“. Bylo proto nasnadě, že bude konvoj potřebovat nový cíl. Valesco zvažoval malý španělský přístav Los Pasajes, ale Châteaurenault upřednostňoval francouzský Brest, nebo La Rochelle, či dokonce Lisabon. Nakonec bylo dosaženo kompromisu a 23. září francouzsko-španělské loďstvo do zátoky Vigo v Galícii. Po zakotvení však velké byrokratické průtahy způsobily značné zdržení při vykládání nákladu; úředníci, kteří se přijímání amerického zboží účastnili (inspektoři, odhadci, královští důstojníci aj.) byli ve velkých přístavech v Seville a Cádizu a muselo se na ně čekat, než se cokoliv z lodí dostane na pobřeží. Když se s vykládáním konečně začalo, ukázalo se, že transportních prostředků pro vykládání je nedostatek, prioritou se tak stalo stříbro, které bylo vyloženo první a odesláno do Luga ve vnitrozemí. Po měsíci stráveném v zátoce tak z celé floty byly vyloženy jen tři lodě.

### Spojenecké pronásledování

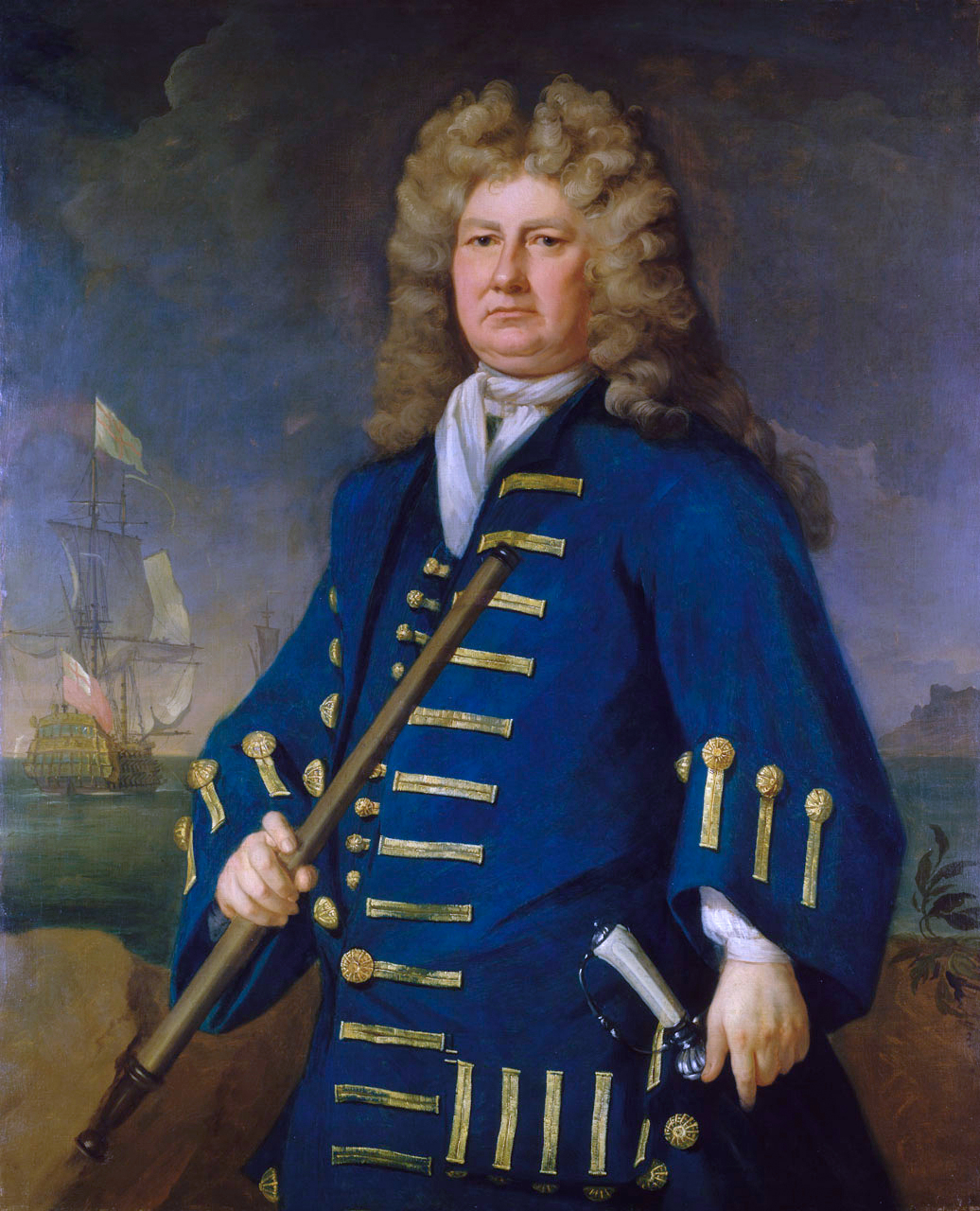
Michael Dahl: Admirál Cloudesley Shovell

V polovině října anglická vláda zjistila přítomnost „Stříbrné flotily“ v zátoce Vigo a okamžitě posly, aby prohledali moře a našli Rooka a admirála Cloudesleyho Shovella, který se svou eskadrou operoval u Ouessantu. V té době se admirál Rooke vracel do Anglie, když na konci září byl donucen v důsledku špatné koordinaci a bojové morálky ukončit tažení proti Cádizu. Rooke již v té době věděl o španělském konvoji; anglický kapitán Thomas Hardy na lodi Pembroke, který zůstal vzadu, aby se plavil do portugalského přístavu Lagos. Kaplan na Pembroke jménem Beauvoir, původem z Jersey, se dozvěděl od upovídaného francouzského konzula o loďstvu s pokladem v přístavu, tuto zprávu Beauvoirovi potvrdil i posel z císařské ambasády v Lisabonu. Kapitán Hardy se okamžitě pustil za admirálem Rookem, kterého dohnal 17. října, aby mu zabránil překročit Biskajský záliv. Rooke se rozhodl proti Španělům vytáhnout.
Rooke vyslal lodě, aby prozkoumaly ústí zátoky Vigo. Vyloďovací skupina získala od jednoho zajatého mnicha informace, že část pokladu patřící španělskému králi Filipovi již byla vyložena na pevninu, ale přesto že se na palubách španělských lodí nacházelo ještě značné bohatství.

## Bitva

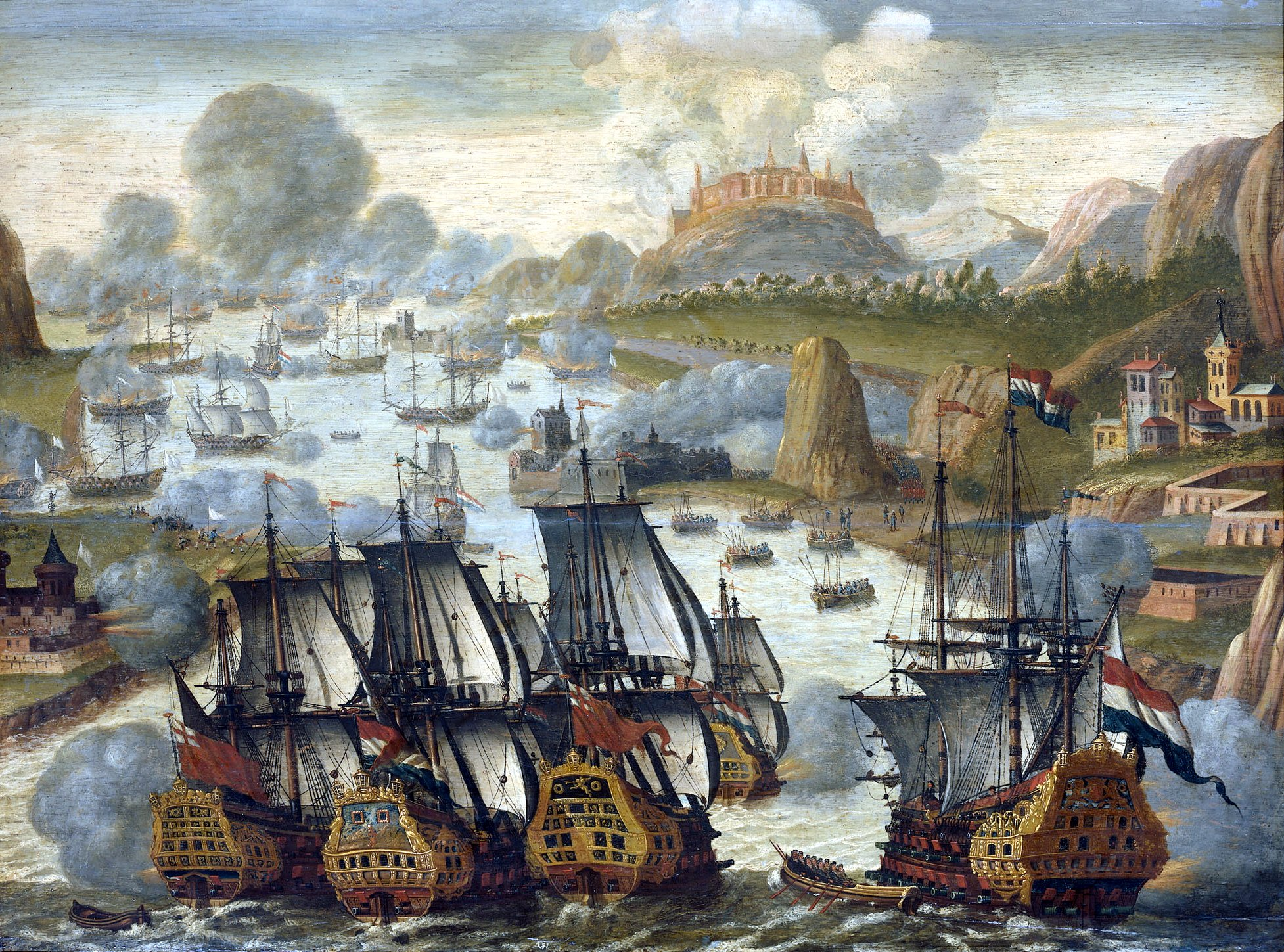
Bitva v zátoce Vigo, neznámý malíř

Večer 22. října anglo-nizozemská flota vplula do zátoky a proplula kolem dvou pevností města Vigo, které střílely na lodě plující kolem. Na konci zálivu v redondelském přístavu kotvily španělské lodě s pokladem a jejich francouzský doprovod, obklopený galicijskými horami. Admirál Châteaurenault převzal velení nad obranou a zablokoval úzký přístup barikádou ze dřeva a řetězů pevně svázaných dohromady. Na severním konci námořní barikády byla umístěna dělostřelecká baterie, která, podle Rookova deníku, byla složena z „15 nebo 16“ děl; na jižním konci vysoko nad úrovní moře stála pevnost Randa, skládající se ze silné kamenné věže s platformami pro děla. Prostor mezi pevností a břehem byl opevněný, ve spodní části stála dělostřelecká baterie kontrolující úžinu. Celkem se ve výzbroji pevnosti Randa nacházelo více než 30 děl. Francouzské jednotky z floty navíc posílily jednotky prince barbanzonského, guvernéra a generálního kapitána Galície.
Na palubě HMS Royal Sovereign válečná rada diskutovala o možnostech útoku. Plán nakonec zněl zničit anglickými a nizozemskými loděmi námořní barikádu, zatímco pěchota z lodí neutralizuje pobřežní obranu. Nicméně střetnutí na moři by nepředstavovalo klasickou námořní bitvu lodí vyrovnaných v řadě proti sobě, protože zátoka nedovolovala rozvinout bojovou linii; Rooke tak musel svou taktiku přizpůsobit situaci. Admirál ve svém deníku zaznamenal:
| „              | Po zvážení současné pozice eskadry Monsieura Châteaurenaulta … a vzhledem k tomu, že celé loďstvo nemůže, bez velkého rizika shluknutí, zaútočit na ně tam, kde jsou, bylo rozhodnuto vyslat odděleně patnáct anglických a deset nizozemských řadových bitevních lodí spolu se všemi ohnivými loděmi, aby se co nejlépe pokusily obsadit nebo zničit řečené lodě nepřítele … | “ |
| — Rookův deník | |   |

### Prolomení blokády

Schéma bitvy, opevněné město Vigo se nachází přibližně v polovině na jižní straně zálivu

V pondělí 23. října brzy ráno viceadmirál Thomas Hopsonn na HMS Torbay zahájil útok na barikádu, těsně následován silnou eskadrou anglických a nizozemských lodí, jimž velel viceadmirál Van der Goes. Poblíž každého konce bariéry nechal Châteaurenault ukotvit své největší válečné lodě, Bourbon a Esperance. Podél barikády bylo zakotveno dalších pět velkých válečných lodí se soustřednou palbou připravenou směrem na střed.

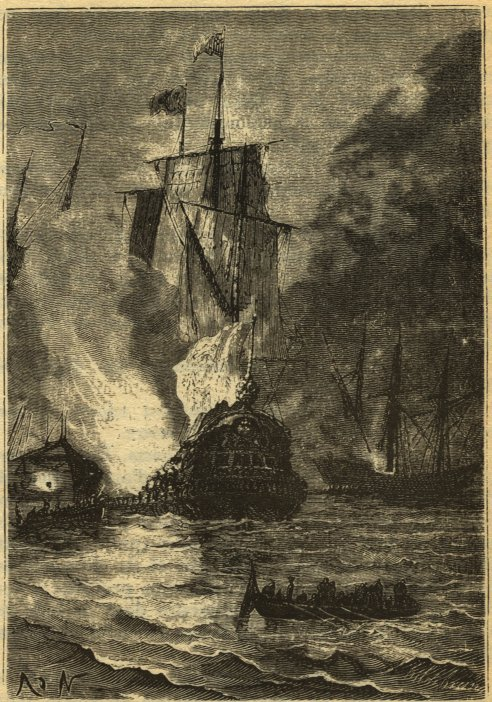
Bitva v zátoce Vigo, ilustrace z knihy Dvacet tisíc mil pod mořem

Mezitím se James Butler, druhý vévoda z Ormonde vylodil s dvěma tisíci muži poblíž Teisu a vytáhl na pevnost Randu. Ormonde vyslal Lorda Shannon s předvojem granátníků napadnout nepřátelské pozice, hájené jednotkami o síle několika set mužů. Hradba uzavírající stranu byla zničena a baterie namířená k moři utichla včas, aby neohrožovala útok lodí na barikádu. Věž bráněná přibližně 300 francouzskými a španělskými vojáky vzdorovala o trochu déle, ale nakonec posádka nakonec podlehla Shannonovým granátníkům. Protože děla na jižním pobřeží byla napadena Ormondovými jednotkami, devadesátidělová Association zaútočila a umlčela severní baterii na opačné straně pobřeží zátoky.
Fregata Torbay s větrem v zádech narazila do barikády, která tak byla prolomena a Torbay vplula zezadu mezi francouzskou eskadru. Nicméně náhlý pokles síly větru zabránil tomu, aby další spojenecké lodě Torbay následovaly a Hopsonn se tak byl dočasně stál proti přesile. Francouzská ohnivá loď však vzápětí Torbay napadla, avšak ohnivá loď, obtěžkána nákladem tabáku ze španělské Indie, náhle explodovala. Hustý mrak tak zahalil anglickou loď a tak její posádka mohla uhasit oheň vypuklý na Torbay. Podle deníku admirála Rooka se při incidentu utopilo 53 mužů, ale jak se vítr opřel do dalších spojeneckých lodí, ty narazily do bariéry a prorazily ji také.
Ve chvíli, kdy byla barikáda prolomena a pobřežní pevnosti vyřazené, byla pozice franko-španělského loďstva ztracena. Španělský admirál Manuel de Velasco vydal rozkaz lodě s poklady potopit, aby nepadly do rukou nepřítele.
| „                         | Angličané a Nizozemci byli v převaze a sílu 30 000 mužů mimo to znásobila touha po kořisti … Tak se z 30 000 stalo 30 000 pirátů, zdivočelých představou o bednách se zlaťáky, drahokamy a jemně tepanými klenoty. A 30 000 divokých šelem, podporovaných dělostřelbou z 3115 děl, se vrhlo na fregaty a galeony. Strhla se apokalyptická námořní bitva, která nemá v dějinách obdoby: bezmála 200 lodí se tak zapletlo do lodních háků, lan a padajících stěžňů, že se nemohly ani pohnout… | “ |
| — podle Roberta Charrouxe | |   |

Angličtí a nizozemští námořníci se celou noc snažili zachránit svoji kořist; do rána byly všechny španělské a francouzské lodě buď zajaty, nebo skočily na dně moře. Ještě během bitvy se Angličané a Nizozemci snažili ze dna zátoky vyzdvihnout poklady z potopených lodí, avšak neúspěšně.

## Důsledky
Zátoka Vigo pro Francouze znamenala velkou námořní porážku: z 156 francouzských válečných lodí, dvou fregat a jedné ohnivé lodi se žádné nepodařilo vyváznout. Angličané zajali pět lodí a Nizozemci jednu, zbytek francouzských lodí shořel (část zničili spojenci a část zapálili sami Francouzi, aby lodě nepadly do rukou nepřítele). Ze španělské „Stříbrné flotily“ přežily jen tři galeony a třináct obchodních plavidel, dalších pět španělských lodí zajali spojenci (tři Angličané, dvě Nizozemci). Co nezničili spojenci pod velením admirála Rooka dokonala eskadra admirála Shovella, která se na místě objevila o tři dny později, 27. října, a zničila zbylé lodě a pobřežní opevnění.

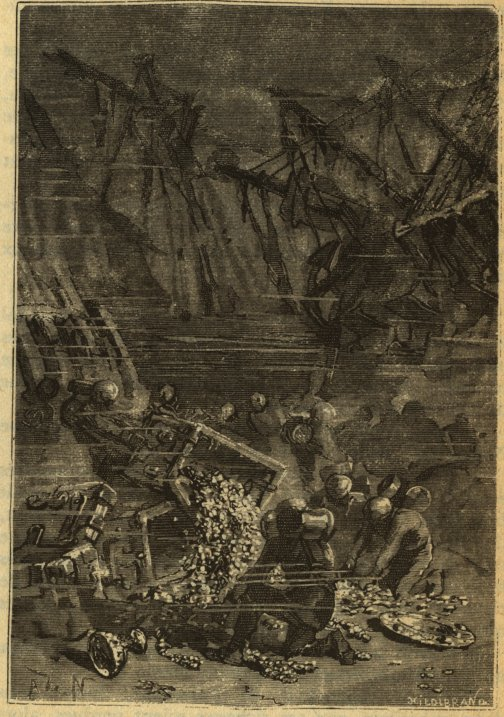
Ilustrace z knihy Dvacet tisíc mil pod mořem

Ztráty španělského námořnictva byly tak citelné, že Španělsko zůstalo zcela závislé na francouzském loďstvu, aby udržovalo kontakt s americkými koloniemi. Bitvou v zátoce Vigo Španělsko také utrpělo velkou finanční ránu, zůstaly mu pouze dvě nebo tři velké galeony a ani jedno obchodní plavidlo; nejvíce výsledkem bitvy utrpěli soukromí překupníci s americkým zbožím, a to nejen tím, že lodě „Stříbrné flotily“ skončily na dně vigské zátoky, ale především ohromné ztráty znamenalo především zboží na palubách potopených lodí, jako náklad pepře, šarlatu, tabáku, indiga, kožešin atd. Většina amerického stříbra však byla z lodí vyložena ještě před spojeneckým útokem a uloženo v segovijském hradu. V červnu 1703 uvedl anglický ministr mincovny Isaac Newton, že objem veškerého kovu tehdy mu předaného činil 4504 liber 2 unce stříbra (~2,043 kg) a 7 liber 8 uncí a 13 hrubých nosností zlata (~3,4 kg) v odhadované hodnotě 14 000 liber šterlinků.
Počáteční zprávy o šťastném zakotvení „Stříbrné flotily“ byly obchodníky v Nizozemsku přijaty s nadšením, ale zprávy o následné bitvě byly v Amsterdamu přijaty se smíšenými pocity, stejně jako zprávy o pokladech zničených nebo ukořistěných a to jak ve Španělsku, tak i v Anglii a Nizozemsku. V únoru 1703 vydal španělský král Filip V. represivní nařízení, aby všechno zlato a stříbro patřící anglickým a nizozemským obchodníkům, které přišlo se „Stříbrnou flotilou“ zničenou v zátoce Vigo, bylo zkonfiskováno; celkem byly zabaveny kovy v celkové hodnotě asi čtyř milionů španělských pesos. Navíc si španělský král rozhodl vypůjčit stříbro od španělských obchodníků a sevilleského konzulátu; celkově si španělský král přišel na asi sedm milionů pesos, což představovalo více než polovinu hodnoty stříbra ze „Stříbrné flotily“ a představovalo největší částku získanou španělským králem z amerického obchodu. Z finančního hlediska tak bitva byla pro Filipa paradoxně výhrou.

### Metheunská dohoda
Námořní vítězství v zátoce Vigo mělo značný vliv na další směřování Velké aliance. Po nástupu Filipa V. z bourbonské dynastie na španělský trůn se portugalský král Petr II. úzkostlivě snažil s mocným sousedem udržovat dobré vztahy a v červnu 1701 uzavřel spojenectví s Francií. Nicméně pro Portugalce byla důležitější bezpečnost zámořských kolonií v Americe, než domácí fronta. Aby dokázali ochránit své námořní cesty do Jižní Ameriky, portugalská vláda kladla důraz na to, aby se portugalské námořnictvo dokázalo měřit s dominantními námořními mocnostmi operujícími v Atlantiku. Po Rookově vítězství bylo zřejmé, že námořní převaha se posunula na stranu Spojenců.
V květnu roku 1703 Portugalsko s Anglií podepsalo Metheunskou dohodu (pojmenovanou podle barona Metheuna, jenž byl vůdcem anglických diplomatů). Odtrhnutí Portugalsko od Francie bylo velkým triumfem Spojenců; s námořní základnou v Lisabonu mohlo spojenecké loďstvo ovládnout Gibraltarskou úžinu a ochromit francouzskou námořní aktivitu ve Středomoří. Nicméně s Portugalskem na své straně musela Velká aliance přehodnotit svou strategii: námořní mocnosti se nyní nacházely značně zaměstnané tažením proti Španělsku, proti kterému stála jedna spojenecká armáda se základnou v Lisabonu a druhá na východě v Katalánsku. Tato strategie se ukázala jako značná zátěž a příčinou katastrofálního tažení na poloostrově, nicméně z dlouhodobého hlediska se obchodní zisky z metheunské dohody ukázaly jako jeden ze základních kamenů budoucího britského bohatství. Námořní bitva v zátoce Vigo tak měla značný nepřímý podíl na britské prospěritě v 18. století.

### Osud potopeného pokladu
Poklad, který skončil i s loděmi na dně vigské zátoky se ještě během bitvy pokusili vytáhnout Angličané a Nizozemci, později také Španělé a Francouzi pod velením synovce admirála Châteaurenaulta, ale neúspěšně. Poté se španělská vláda rozhodla hledání zpřístupnit soukromníkům pod podmínkou, že 90 procent nalezeného zlata odevzdají státu. Následovaly pokusy, při nichž se postupně dařilo vyzdvihávat část potopeného zlata: jako první zaznamenal úspěch roku 1720 Švéd Sjöheln a roku 1732 Španěl Juan Antonio Rivero se skupinou malajských lovců perel. V 19. století se o vytažení pokladů ze zátoky pokoušelo množství podnikatelů, jejich úspěchy byly střídavé. Pokusy probíhaly i ve 20. století a obecně neúspěšně. Ačkoliv mnohým lovců pokladů se v zátoce Vigo nepodařilo z lodí vytáhnout nic, anebo byly nálezy velmi malé, některým se posléze podařilo proslavit literární činností s tematikou hledání pokladů.

## Loďstva
- Následující tabulka zobrazuje některé řadové lodě obou stran, jež se účastnily bitvy; neobsahuje všechny lodě obou stran

### Angličané a Nizozemci

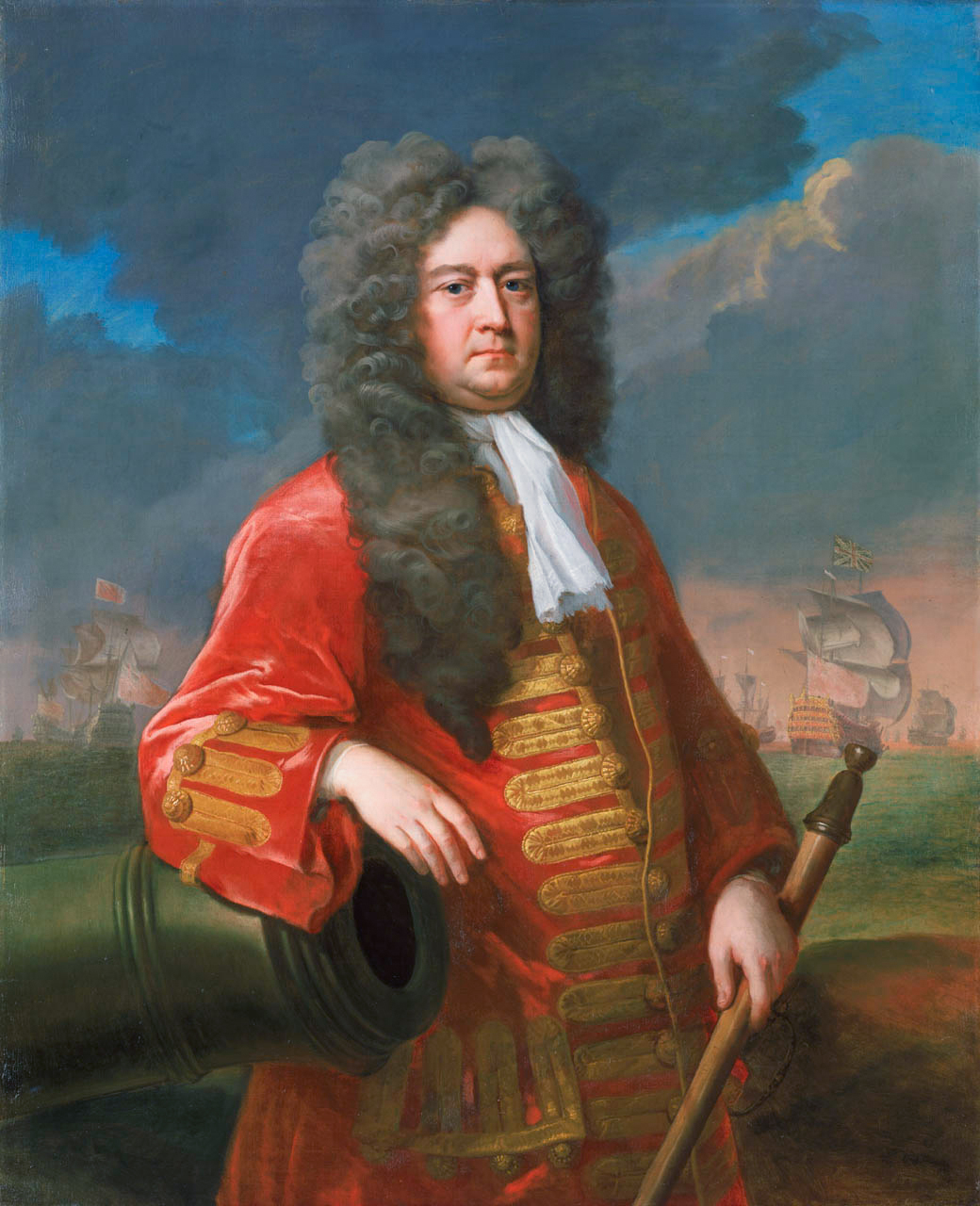
Michael Dahl: Admirál sir George Rooke

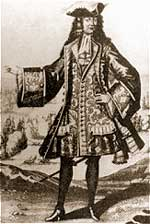
Velitel nizozemských sil admirál Philips van Almonde

| George Rooke    | George Rooke | George Rooke                                 | George Rooke                       | George Rooke |
| Loď             | Počet děl    | Velitel                                      | Poznámky                           |              |
| --------------- | ------------ | -------------------------------------------- | ---------------------------------- | ------------ |
| Mary            | 60           | Edward Hopson                                | Doprovázena ohnivou lodí Phoenix   |              |
| Grafton         | 70           | Thomas Harlowe                               | Doprovázena ohnivou lodí Vulture   |              |
| Torbay          | 80           | Andrew Leake viceadmirál Thomas Hopsonn      |                                    |              |
| Kent            | 70           | John Jennings                                |                                    |              |
| Monmouth        | 70           | John Baker                                   |                                    |              |
| Dordrecht       |              |                                              |                                    |              |
| Seven Provinces | 90           | viceadmirál Vandergoes                       | Doprovázena ohnivou lodí           |              |
| Velue           |              |                                              |                                    |              |
| Berwick         | 70           | Richard Edwards                              | Doprovázena ohnivou lodí Terrible  |              |
| Essex           | 70           | John Hubbard Rear Admiral Stafford Fairborne | Doprovázena ohnivou lodí Griffin   |              |
| Swiftsure       | 70           | Robert Wynn                                  |                                    |              |
| Ranelagh        | 80           | Richard Fitzpatrick                          |                                    |              |
| Somerset        | 80           | Thomas Dilkes Admiral George Rooke           | Doprovázena ohnivou lodí Hawk      |              |
| Bedford         | 70           | Henry Haughton                               | Doprovázena ohnivou lodí Hunter    |              |
| Muyde           |              |                                              |                                    |              |
| Holland         |              | Admirál Calemburg                            | Doprovázena ohnivou lodí           |              |
| Unie            |              | Rear Admiral Wassenaer                       |                                    |              |
| Reygerburgh     |              |                                              |                                    |              |
| Cambridge       | 80           | Richard Lestock                              |                                    |              |
| Northumberland  | 70           | James Greenway Rear Admiral Graydon          | Doprovázena ohnivou lodí Lightning |              |
| Orford          | 70           |                                              |                                    |              |
| Pembroke        | 60           | Thomas Hardy                                 |                                    |              |
| Gouda           |              |                                              |                                    |              |
| Alkmaar         |              | Viceadmirál Pietersen                        | Doprovázena ohnivou lodí           |              |
| Catwyck         |              |                                              |                                    |              |

### Francouzi a Španělé

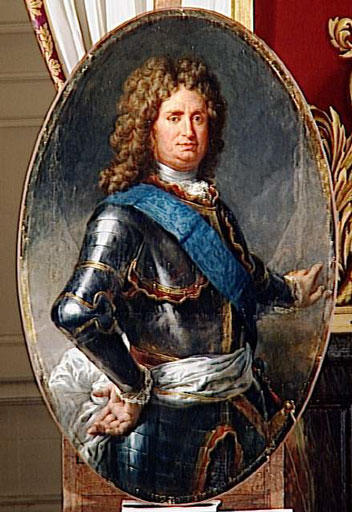
François-Louis Rousselet, markýz de Châteaurenault

| Francois Louis de Rousselet Châteaurenault | Francois Louis de Rousselet Châteaurenault | Francois Louis de Rousselet Châteaurenault | Francois Louis de Rousselet Châteaurenault     | Francois Louis de Rousselet Châteaurenault |
| Loď                                        | Počet děl                                  | Velitel                                    | Poznámky                                       |                                            |
| ------------------------------------------ | ------------------------------------------ | ------------------------------------------ | ---------------------------------------------- | ------------------------------------------ |
| Le Fort                                    | 76                                         | Admirál Châteaurenault                     | Shořela                                        |                                            |
| Prompt                                     | 76                                         | Admirál Beaujeu                            | Zajata Angličany                               |                                            |
| Assuré                                     | 66                                         | d'Aligre                                   | Zajata Angličany                               |                                            |
| Espérance                                  | 70                                         | Gallissonnière                             | Zadržena, ale najela na mělčinu a byla zničena |                                            |
| Bourbon                                    | 68                                         | Montbault                                  | Zajata Nizozemci                               |                                            |
| Sirène                                     | 60                                         | Mongon                                     | Zadržena, ale najela na mělčinu a byla zničena |                                            |
| Solide                                     | 56                                         | Champmeslin                                | Shořela                                        |                                            |
| Ferme                                      | 72                                         | Beaussier                                  | Zajata Angličany                               |                                            |
| Prudent                                    | 62                                         | Grandpré                                   | Shořela                                        |                                            |
| Oriflamme                                  | 64                                         | Tricambault                                | Shořela                                        |                                            |
| Modéré                                     | 56                                         | L'Autier                                   | Zajata Angličany                               |                                            |
| Superbe                                    | 70                                         | Botteville                                 | Zadržena, ale najela na mělčinu a byla zničena |                                            |
| Dauphin                                    | 46                                         | Duplessis                                  | Shořela                                        |                                            |
| Volontaire                                 | 46                                         | Sorel                                      | Zadržena, ale najela na mělčinu                |                                            |
| Triton                                     | 42                                         | de Court                                   | Zajata Angličany                               |                                            |